# Монархи Ірландії

## Гаельські королі
Королівства Ірландії:
- Список монархів Ірландії (1934 до н. е.-1186)
- Королі Дубліна
- Королі Коннахта
- Король Лейнстеру
- Королі Мунстера

### Верховні королі
Середньовічна історична ірландська традиція базувалась на ідеї того, що починаючи з давніх часів, Ірландією управляв Верховний король. Такі твори, як «Книга захоплень Ірландії» (Lebor Gabála Érenn), а також «Аннали Чотирьох майстрів» (Annals of the Four Masters) та «Історія Ірландії» (Foras Feasa ar Éirinn) Джеффрі Кітінга простежували лінію Верховних королів з найдавніших часів. У цих книгах простежуються династії ірландських королів з 3000 року до нової ери (з часів потопу) до 1318 року. Звичайно, у стародавні часи малоймовірним вважається існування в Ірландії держави та титулу верховного короля, але інформація, що міститься в ірландських легендах та міфах, записаних у V—VIII століттях ірландськими монахами, переказах, які передавалися століттями друїдами, філітами та бардами з уст в уста і з покоління в покоління, мають під собою якісь історичні підстави. В Ірландії, безумовно, здавна існували племена (туати), які мали своїх вождів (рі) та клани, що теж мали своїх вождів, пам'ять про яких збереглася в народних переказах та легендах.
| Ім'я                                | Оригінальне написання            | 846—1318  |
| ----------------------------------- | -------------------------------- | --------- |
| Маел Сехнайлл мак Маел Руанайд      | Máel Sechnaill mac Máele Ruanaid | 846–862   |
| Аед Фіндліах мак Нейлл              | Aed Findliath                    | 862–879   |
| Фланн Сінна мак Маел Сехнайлл       | Flann Sinna                      | 879–916   |
| Ніалл Глундуб мак Аедо              | Niall Glúndub                    | 916–919   |
| Доннхад Донн мак Фланн              | Donnchad Donn                    | 919—944   |
| Конгалах Кногба мак Маел Міхіг      | Congalach Cnogba                 | 944–956   |
| Домналл Ва Нейлл                    | Domnall ua Néill                 | 956–980   |
| Маел Сехнайлл мак Домнайлл          | Máel Sechnaill mac Domnaill      | 980–1002  |
| Бріан Боройме (Бріан Бору)          | Brian Bóruma                     | 1002–1014 |
| Маел Сехнайлл мак Домнайлл (вдруге) | Máel Sechnaill mac Domnaill      | 1014–1022 |
| Доннхад мак Бріайн                  | Donnchad mac Briain              | 1022–1063 |
| Діармайт мак Майл на м-Бо           | Diarmait mac Maíl na mBó         | 1063–1072 |
| Тойрделбах Ва Бріайн                | Toirdelbach Ua Briain            | 1072—1086 |
| Домналл Ва Лохлайнн                 | Domnall Ua Lochlainn             | 1086–1101 |
| Муйрхертах Ва Бріайн                | Muirchertach Ua Briain           | 1101—1119 |
| Тойрделбах Ва Конхобайр             | Toirdelbach Ua Conchobair        | 1119–1156 |
| Муйрхертах Мак Лохлайнн             | Muirchertach Mac Lochlainn       | 1156–1166 |
| Руайдрі Ва Конхобайр                | Ruaidrí Ua Conchobair            | 1166–1198 |
| Бріан Ва Нейлл                      | Brian Ua Neill                   | 1258–1260 |
| Едуард Брюс                         | Edubard a Briuis                 | 1315–1318 |

## Феодальна Ірландія
Вона виникла після норманського захоплення Ірландії у 1169—71 роках й існувала до 1541 року, коли на її території виникло Ірландське королівство. Державою керували з Пейла, де був розташований парламент (маєток анжуйської династії), а лордами Ірландії були представники Плантагенетів. Оскільки лордом Ірландії був король Англії, його представником був намісник Ірландії.

### Лорди Ірландії 1177—1541
- Іоанн I Безземельний (1177—1216)
- Генріх III (1216-72)
- Едуард I (1272—1307)
- Едуард II (1307-27)
- Едуард III (1327-77)
- Річард II (1377-99)
- Генріх IV (1399—1413)
- Генріх V (1413-22)
- Генріх VI (1422-61)
- Едуард IV (1461-70)
- Генріх VI (1470-71)
- Едуард IV (1471-83)
- Едуард V (1483)
- Річард III (1483-85)
- Генріх VII (1485—1509)
- Генріх VIII (1509-42)

## Ірландське королівство (1542—1800)
Головою держави був англійський монарх. Головою виконавчої влади та представником англійського короля був Лорд-Представник, пізніше Лорд-Лейтенант. На цю посаду призначалися як правило знатні англійські дворяни, хоча кілька разів це місце займали і ірландці.

## Розділ: Ірландська Вільна Держава та Північна Ірландія (1922—1936)
- Георг V (1922—1936)
- Едуард VIII (1936)
- Георг VI (1936—1949)

### Монархи Сполученого Королівства Великої Британії та Північної Ірландії
- Георг VI (1949—1952)
- Єлизавета II (1952-2022)
- Чарльз III (2022-)